# Gare de Caldaniccia
La gare de Caldaniccia est une gare ferroviaire française, fermée, de la ligne de Bastia à Ajaccio, située sur le territoire de la commune de Sarrola-Carcopino en Corse-du-Sud.
Construite par l'État, elle est mise en service en 1888 par la Compagnie de chemins de fer départementaux (CFD). C'était devenu un arrêt facultatif des chemins de fer de Corse desservi, éventuellement, par des trains Grande Ligne circulant entre les gares de Bastia et d'Ajaccio avant de ne plus figurer sur les fiches horaires de l'exploitant.

## Situation ferroviaire
Établie à 15 mètres d'altitude, la gare de Caldaniccia est située au point kilométrique (PK) 149,0 de la ligne de Bastia à Ajaccio, entre les gares de Mezzana et de Cavone.

## Histoire
En 1887, l'État active les travaux de construction et d'aménagement de la « station de Caldaniccia » afin de permettre l'ouverture de la ligne d'Ajaccio à  Mezzana  au cours de l'année 1888. En septembre, le conseil général est informé de l'état du réseau routier permettant l'accès à la « station de Caldaniccia : aucun chemin vicinal n'aboutit à cette station. L'entretien du chemin joignant les bains de Caldaniccia à la route nationale est à la charge du concessionnaire de l'établissement » .
La station de Caldaniccia est mise en service le 1er décembre 1888 par la Compagnie de chemins de fer départementaux (CFD) lors de l'ouverture à l'exploitation de la section d'Ajaccio à Mezzana
En 1915, la « station de Caldaniccia » dessert l'établissement thermal de la source de Caldaniccia. L'apogée de cette desserte a lieu dans les années 1930.
En 1968, c'est déjà un arrêt facultatif.
En 2013, Caldaniccia ne figure plus sur les fiches horaires des Chemins de fer de la Corse.

## Service des voyageurs
Gare fermée.

## Patrimoine ferroviaire
Le bâtiment voyageurs, ruiné et désaffecté, a été complètement réhabilité en 2023. Il s'agit d'un bâtiment type à trois ouvertures et un étage.
Sur le site se trouve également la base d'un château d'eau.
Avant 2023 se trouvaient également un petit édicule et une halle à marchandises. Il n'en subsiste que leur base.

## Projet
Création d'une voie de croisement sur le site de l'ancienne gare.
En 2023 les travaux à hauteur de 3,5 millions d'euros ont bien démarré : deux millions pour la réhabilitation du bâtiment voyageurs, et 1,5 million pour la création d'une voie d'évitement, le tout pris en charge par le plan de renouvellement des CFC. Un parking de 150 places devrait également sortir de terre, de même qu'une route reliant le pôle commercial et la gare. La Capa devrait par ailleurs adapter son offre d'autobus pour proposer une desserte de la gare.